# Volby na Islandu
Volby na Islandu jsou svobodné. Volí se do parlamentu, obecních zastupitelstev a každé čtyři roky probíhají prezidentské volby. Do jednokomorového parlamentu je voleno 63 poslanců na čtyřleté volební období.

## Dominantní politické strany
- Sociálně demokratická aliance
- Strana nezávislosti
- Pokroková strana
- Levicoví zelení
- Zářná budoucnost